# Tabliczka Ninnion
Tabliczka Ninnion także Pinaks Ninnion – pinaks w stylu czerwonofigurowym, tabliczka gliniana z pierwszej połowy IV w. p.n.e. przedstawiająca scenę z misteriów eleuzyjskich związanych z kultem Demeter, jej córki Persefony oraz Dionizosa. Jest to jedyne zachowane do dziś świadectwo związane z misteriami eleuzyjskimi.
Obecnie (2019) artefakt znajduje się w zbiorach Narodowego Muzeum Archeologicznego w Atenach.

## Historia
Tabliczka została ufundowana jako dar wotywny dla bogiń przez kobietę o imieniu Ninnion – świadczy o tym inskrypcja na dole. Pinaks ten jest jedynym zachowanym do dziś świadectwem związanym z misteriami eleuzyjskimi. Tabliczka datowana jest na pierwszą połowę IV w. p.n.e. Pinaks odnaleziony został w 9 fragmentach.
Obecnie (2019) artefakt znajduje się w zbiorach Narodowego Muzeum Archeologicznego w Atenach.

## Opis
Tabliczka jest wykonana w formie naiskosu, świątyni z frontonem i palmetą. Całość ujęta jest w anty w kształcie gałązek używanych podczas misteriów – bacchoi. Tabliczka ma 44 cm wysokości i 32 cm szerokości. W czterech rogach znajdują się otwory do jej przytwierdzenia.
Na tabliczce znajduje się malowidło w stylu czerwonofigurowym z kompozycjami figuralnymi. Wszystkie interpretacje tabliczki są zgodne, że przedstawia ona scenę procesji z nowicjuszami prowadzonymi przez przewodników (bogów lub kapłanów) do bóstw eleuzyjskich. Nie ma jednak zgodności co do tego, kim są ukazani nowicjusze, przewodnicy i bóstwa.
Jedni badacze interpretują przedstawienie jako jedną scenę prosodos – wydarzeń w wigilię mystai na cześć Demeter, a inni jako dwie sceny – ponieważ Demeter ukazana jest dwa razy. W dolnej części nie ma Persefony, co wskazywałoby na wydarzenia w wigilię mystai, a górnej części – Persefona miałaby prowadzić nowicjuszy do matki. Według innych badań w dolnej części ukazana ma być scena przedstawienia fundatorki tabliczki Ninnion Persefonie przez Dadouchos, co wskazywałoby na scenę z tzw. Małych Misteriów, a w górnej części scena przedstawienia Ninnion Demeter przez Persefonę, co wskazywałoby na scenę z tzw. Wielkich Misteriów. Inni badacze w górnej scenie dopatrzyli się obrzędu kernoforii – przyniesienia kernosu. Według jeszcze innej interpretacji w dolnej części tabliczki ukazany został młody bóg Iakchos z pochodniami w towarzystwie dwóch nowicjuszy zbliżający się do Demeter, a w części górnej Persefona powracająca do matki.

### Część dolna
Patrząc od lewej do prawej strony: ukazany jest brodaty mężczyzna, kroczący uroczyście, trzymający na ramieniu kij z tobołkiem; ubrany jest w himation – jego prawe ramię jest odsłonięte, na głowie ma wieniec z mirtu. Za nim podąża tanecznym krokiem kobieta, również z kijem i tobołkiem, w wyciągniętej prawej ręce trzyma gałązkę mirtu; ubrana jest w chiton i bogato haftowany peplos dorycki, na głowie przybranej wieńcem z mirtu niesie kernos. Może być to przedstawienie fundatorki Ninnion. Przed kobietą ukazany jest młody mężczyzna, bogato ubrany, z wysokimi butami, w każdej ręce trzymający zapaloną pochodnię – jedna z pochodni skierowana jest ku ziemi w geście szacunku. Może być to Iakchos. Z prawej strony siedzi kobieta – może być to bogini Demeter.

### Część górna
Patrząc od lewej do prawej strony: ukazany jest brodaty mężczyzna w towarzystwie młodzieńca i kobieta niosąca kernos; wszyscy prowadzeni są przez wysoką kobietę z pochodniami – może być to Persefona – do siedzącej kobiety, która trzyma berło – bogini Demeter. Persefona kieruje obydwie pochodnie ku górze. W lewym górnym rogu ukazana jest kolumna jońska symbolizująca świątynię.